# Хоченка
Хоченка (пол. Choczenka) — річка в Польщі, у Вадовицькому повіті Малопольського воєводства. Ліва притока Скави, (басейн Балтійського моря).

## Опис
Довжина річки 13,70 км, площа басейну водозбору 25,5  км². Формується притоками та безіменними струмками.

## Розташування
Бере початок на північно-східних схилах гори Ганцаж (798 м) на висоті 690 м над рівнем моря (гміна Вадовіце). Тече переважно на північний схід через Качина, Хочня, місто Вадовиці і впадає у річку Скаву, праву притоку Вісли.

## Цікавий факт
- У місті Вадовиці річку перетинає автошлях  28 (Львів — Затор).